# جايسون تشاو
جايسون تشاو هو سياسي صيني، ولد في 12 ديسمبر 1986. نشط حزبياً في New Macau Association ‏.